# Dmitrovskij rajon (Oblast' di Mosca)
Il Dmitrovskij rajon (in russo Дмитровский район?) era un rajon dell'Oblast' di Mosca, nella Russia europea, il cui capoluogo era Dmitrov. Ricopriva una superficie di 2.176 chilometri quadrati.